# Min fars sind
|  | Denne artikel er oprettet af botten PalnaBot ud fra en ekstern database. Den kan derfor have sproglige fejl eller mangler. Denne skabelon kan fjernes efter kontrol af indholdet. |

Min fars sind er en portrætfilm fra 2005 skrevet og instrueret af Vibe Mogensen.

## Handling
Filmen fortæller med varme og indlevelse historien om, hvordan livet kan forme sig for en helt almindelig familie. Vi får oprullet historien om, hvordan en familie lever og dør med svær psykisk sygdom. Det er en film om kærlighed, håb og menneskets utrolige evne til at overkomme selv de hårdeste omstændigheder.